# 신오철
신오철(申五澈, 1938년 3월 20일 ~ 2018년 10월 11일)은 대한민국의 법조인, 제13대 국회의원이었고, 전라북도 익산시 출신이다. 그리고 종교는 개신교이며, 호는 치원(致圓)이다.

## 학력
- 이리북일국민학교 졸업
- 남성중학교 졸업
- 남성고등학교 졸업
- 서울대학교 법과대학 학사 졸업

### 비학위 수료
- 서울대학교 대학원 법학과 법학 석사 졸업
- 서울대학교 법과대학원 법학 석사 졸업

## 경력
- 고등고시 행정과, 재무과, 사법과 합격
- 심계원 검사관
- 국세심판소 심판관
- 군 법무관
- 대한변협 대의원
- 청년 법조인 회장
- 공화당 인권위원장
- 1988.05 ~ 1992.05 제13대 대한민국의 국회의원 (서울 도봉구 갑)
- 예산결산특별위원회 위원
- 3당 통합추진위원회 위원
- 민주자유당 정책조정실장
- 국회 법제사법위원회 간사
- 1996 자유민주연합 고문
- 대한변호사협회 신오철법률사무소 변호사

## 저서
- 생활법률상담집(1~3집)
- 신오철 변호사에게 물어봅시다
- 법과제도 외 다수

## 상훈
- 백로상

## 가족 관계
- 배우자 : 배숙경
  - 장남 : 신정식
  - 차남 : 신준식
  - 딸 : 신혜선
    - 사위 : 김청환

## 역대 선거 결과
|  | 21.23% |

|  | 19.60% |

|  | 14.23% |

|  | 33.27% |

|  | 31.82% |

|  | 13.82% |

|  | 8.99% |

|  | 2.11% |